# Мирловић Загора
Мирловић Загора је насељено мјесто у Далмацији. Припада општини Унешић у Шибенско-книнској жупанији, Република Хрватска.

## Географија
Мирловић Загора се налази око 8 км западно од Унешића.

## Историја
До територијалне реорганизације у Хрватској насеље се налазило у саставу бивше велике општине Дрниш.

## Становништво
Према попису становништва из 2011. године, насеље Мирловић Загора је имало 387 становника.
| Демографија | Демографија | Демографија |
| Година      | Становника  | Становника  |
| ----------- | ----------- | ----------- |
| 1961.       | 756         |             |
| 1971.       | 829         |             |
| 1981.       | 730         |             |
| 1991.       | 657         |             |
| 2001.       | 411         |             |
| 2011.       |             | 387         |

## Попис1991.
На попису становништва 1991. године, насељено место Мирловић Загора је имало 657 становника, следећег националног састава:
| Попис 1991.‍ | Попис 1991.‍ | Попис 1991.‍ | Попис 1991.‍ | Попис 1991.‍ |
| ----------- | ----------- | ----------- | ----------- | ----------- |
|             |             |             |             |             |
| Хрвати      | Хрвати      |             | 652         | 99,23%      |
| непознато   | непознато   |             | 5           | 0,76%       |
| укупно: 657 |             |             |             |             |